# Chris Skudder
 (septembre 2020).
Christopher Skudder, né en 1959 dans le Warwickshire, est un journaliste britannique, présentateur à la télévision et au journal télévisé.